# Matts Arnberg
Matts Arnberg (* 18. Oktober 1918 in Ovansjö, Gävleborgs län; † 3. September 1995 in Sollentuna) war ein schwedischer Radioproduzent, Ethnologe und Musikwissenschaftler.

## Leben
Arnberg studierte Musikwissenschaft und Volkskultur an der Universität Uppsala schloss seine Studien 1949 ab. Seit 1946 arbeitete Arnberg jedoch auch beim schwedischen Radio, wo er 1955 Abteilungschef wurde. Sein musikalischer Fokus lag vor allem bei Aufnahmen traditioneller Volksweisenmusik aus Schweden und Finnlandschweden. Mit der Zeit baute er dadurch eine einzigartige Musiksammlung auf, die heute zu einem großen Teil im schwedischen Archiv für Volksweisen zugänglich sind.

## Interesse für Volksmusik
Matts Arnberg kam von der klassischen Musik und hatte ursprünglich keinen Bezug zur Volksmusik. Als das schwedische Radio zum Mittsommer 1948 eine Spielmannsweise in Visby senden wollte und keiner der Redakteure das Mitsommerwochenende dafür aufgeben wollte, wurde der jüngste der Redaktion geschickt – Matts Arnberg. Später berichtete er, dass er dem Spielmann während der offiziellen Veranstaltung kaum Beachtung schenkte und erst bei dem inoffiziellen, freieren Spielen des Spielmannes seine Aufmerksamkeit geweckt wurde. Er war wie vom Blitz getroffen über die Qualität der Musik, die er einfacher Volksmusik vorher nicht zugetraut hatte.

## Dokumentationsreisen
1949 begann Arnberg im Auftrag des Radios Reisen zu unternehmen, um das Repertoire der noch aktiven Spielmänner und Volksweisensänger per Aufnahmen zu dokumentieren. Die Aufnahmen, die er machte, wurden auch für das Radioprogramm verwendet. Zunächst reiste Arnberg nach Dalarna, während der 1950er- und 1960er-Jahre weitete er seine Reisen aus, es trieb ihn sogar nach Finnland und den Faröern.
Matts Arnberg war allerdings nicht der Erste, der sich zwecks Aufnahmen von Volksmusik auf Reisen begab. Schon 1938 war der Radioredakteur Sven Jerring und der Musikwissenschaftler Carl-Allan Moberg nach Runö in Estland gereist, um die dortigen, volklichen Choralgesänge zu dokumentieren. Auch Olof Forsén, Lars Madsén und Qvitt Holmgren begaben sich auf Dokumentationsreisen in Schweden, um Spielmänner und -Sänger als Teil der Umgebungsatmosphäre aufzunehmen. Dennoch sind Arnbergs Reisen bemerkenswert, einerseits durch den Umfang der dabei entstandenen Aufnahmen, andererseits auch wegen des deutlichen Zieles, Volksmusik zu dokumentieren und festzuhalten. Das schwedische Radio befand die Sammlungen von Arnberg Ende der 1060er-Jahre als so umfangreich, dass es das schwedische Volksweisenarchiv damit beauftragte, die Spielweisen und Lieder der Volksmusiksammlungen systematisch aufzubewahren.

## Radioprogramm
Als Radioproduzent führte Matts Arnberg eine neue Form von Volksmusik als Radioprogramm ein. Bis Ende der 1940er-Jahre war Volksmusik im Radio als künstlich arrangierte Kunstmusik zu hören, die von klassisch ausgebildeten Musikern ausgeführt wurde. Arnberg etablierte dagegen ein Spielmannsprogramm, in dem unbekannte, aber traditionell gelernte Spielmänner ihre Lieder und Stücke selbst spielte. In einer Art Musikerporträt stellte Arnberg den jeweiligen Spielmann vor, erzählte von dessen persönlichem Hintergrund und Herkunft und spielte zwischendurch die Aufnahmen, die er auf seinen Reisen eingespielt hatte.
In Zusammenarbeit mit Ulf Peder Olrog produzierte Arnberg 1953 bis 1954 auch eine Programmreihe über verschiedene Genres von Volksweisen, wie zum Beispiel Liebesweisen, geistige Volksweisen, geschlichte Volksweisen und Scherzweisen. Die Programmreihe wurde während der folgenden Jahre fortgesetzt. So wurden 1958 sechs Programme gespielt mit dem Titel „Die Ballade des Mittelalters“ (Den medeltida balladen).
Zwischen 1961 und 1962 sendeten Arnberg und Olrog zudem eine Reihe an Wunschprogrammen – „Sing diese Volksweise für mich“ (Sjung visan för mig). Bei der Sendung, in der Zuhörer anrufen und sich Volkslieder wünschen durften, wirkten für die musikalische Ausführung drei Volksmusikerinnen mit, die zusammen ein großes Repertoire an Liedern und Volksweisen liefern konnten. Die Musikerinnen waren Lena Larsson aus Bohuslän, Ulrika Lindholm aus Jämtland und die Finnlandschwedin Svea Jansson.
Auch in der Programm Reihe „So klang es damals“ (Så lät det förr) produzierte Arnberg in den 1960er-Jahren Sendungen über Volksweisen und -lieder. Er griff dabei abermals auf seine Sammlung an Einspielungen von seinen Dokumentationsreisen zurück, engagierte aber auch eigens Spielmänner für bestimmte Aufnahmen. Arnbergs neuartigen Sendungen führten schließlich dazu, dass das Radio seine Musikabteilung um die Kategorie der Volksmusik erweiterte und Volksmusik zu einem immer festeren und integrierten Bestandteil der gespielten Radiomusik wurde.

## Schallplatten
Auf die Initiative Arnbergs hin gab das schwedische Radio in den 1950er- und 1960er-Jahren einige Platten mit Volksmusik heraus. Die erste Platte, eine Einspielung des Gärdebys gånglåt durch die Spielmannsgruppe von Rättvik, wurde ein großer Erfolg, sodass weitere Herausgaben folgen konnten. Die meisten Platten beinhalteten Spielmannsmusik aus Dalarna, aber auch ausgewählte Volksmusiker aus Skåne, Gotland, Uppland und Hälsingland fanden ihren Platz im Programm. In den ersten Einspielungen waren vereinzelt auch ungewöhnlichere Arten von Volksmusik zu hören, wie zum Beispiel Vallmusik (Weidenmusik), die traditionell bei der Arbeit auf den Sommerweiden von Kühen gespielt wurde und bei der Blasinstrumente aus Tierhorn (Kuhorn, bockhorn) und Birkenrinde (näverlur) zum Einsatz kamen. In der Platte mit Vallmusik kommen auch die Instrumente säckpipa (Sackpfeife) und spelpipa (Spielpfeife) zum Einsatz, die von Ture Gudmundsson gespielt wurden. Außerdem spielten Karin Edvardssohn Johansson und Elin Lisslass die kulningar von Tandstrand ein. Die Einspielung wurde per Telefonleitung von Dalarna nach Stockholm durchgeführt und war bei der späteren Erforschung solcher Musik von Bedeutung. In anderen Schallplatten wurden Choräle aus Dalarna einspielt, einstudiert und aufgenommen vom Dirigenten Eric Ericson und seinem Kammerchor. Die Choräle wurden – für die damalige Chormusik ungewöhnlich – unisono gesungen.
Als das schwedische Radio in den 1960er-Jahren erstmals drei größere Platten mit Volksmusik herausgab, war dies ausschlaggebend für die Etablierung von Volksmusik als eigenes Genre. 1962 wurde Den medeltida balladen veröffentlicht. Die Veröffentlichung beinhalteten drei Platten mit Aufnahmen, ein Buch mit Kommentaren von Matts Arnberg, Ulf Peder Olrog, Karl Ivar Hildeman, Sture Bergel und Nils L. Wallin, und eine vierte Platte ergänzte die Ausgabe mit Rekonstruktionsversuchen des Balladentanzes. 1969 wurde eine weitere Musiksammlung herausgegeben – Joik- En presentation av samernas musik – und beinhaltete sieben Schallplatten und ein Buch, mit denen erstmals die Musik der Samen erstmalig auf Grammophon in Schweden zugänglich wurde. Weil Joik, die traditionelle Musik der Samen im Rest Schwedens noch sehr unbekannt war, bot das Buch auf circa 300 Seiten eine ausführliche Erläuterung in Form von Reiseberichten, Texten und Kommentaren auf Schwedisch und Englisch. Arnberg war für die Ausgabe verantwortlich und hatte zu diesem Zweck schon 15 Jahre zuvor (1953) zwei Dokumentationsreisen unternommen.
Auch in den 1980er-Jahren produzierte Arnberg Platten mit Volksmusik. Gleichzeitig führte das geweckte Interesse der Bevölkerung an Volksmusik auch dazu, dass andere Musikverlage Platten mit Volksmusik herausgaben, so zum Beispiel die Produktionsfirma Caprice Records.

## Preise und Auszeichnungen
Matts Arnberg wurde Reichsspielmann 1950 und im wurde die Zornmärket in Gold 1954 verliehen. 1962 erhielt er den Musikpreis Spelmannen der schwedischen Zeitung Expressen. Arnberg wurde 1982 der Ehrendoktor in Philosophie der Universität Stockholm verliehen.